# Kirchheim (Hesse)
Pour les articles homonymes, voir Kirchheim.
Kirchheim est une municipalité allemande située dans le land de la Hesse et l'arrondissement de Hersfeld-Rotenburg.

## Géographie

### Localisation

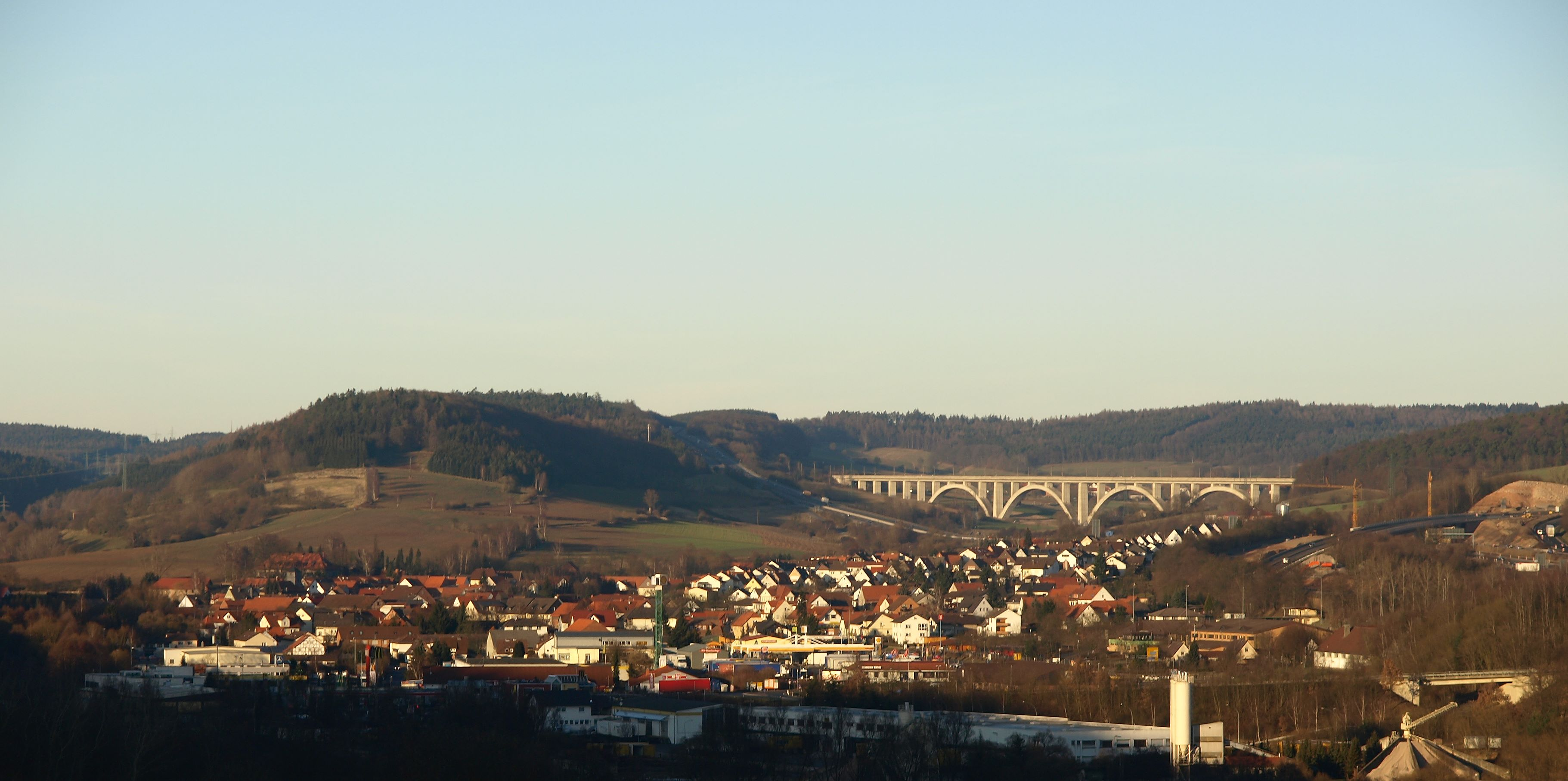
Kircheim avec la A 7 et le pont de la vallée du Wälsebach à l'arrière-plan.

La commune se trouve sur le versant sud du Knüllgebirge (de) (massif), dans la vallée du ruisseau Ibra et de l'Aula, qui se jette dans la Fulda près de Niederaula. La montagne locale est l'Eisenberg, qui culmine à 636 mètres.
Les grandes villes les plus proches sont Bad Hersfeld (à environ 10 km à l'est), Fulda (à environ 34 km (21,126620528 mi) au sud) et Alsfeld (à environ 24 km (14,912908608 mi) à l'ouest). Kassel se trouve 54 km (33,554044368 mi) au nord.

### Communautés voisines
Kirchheim est limitrophe au nord de la commune de Neuenstein, à l'est de la ville de Bad Hersfeld, au sud de la commune de Niederaula, au sud-ouest de la commune de Breitenbach am Herzberg (toutes dans la région de Hersfeld-Rotenburg) et à l'ouest de la commune de Oberaula (dans le Schwalm-Eder-Kreis).

### Communautés constitutives
Les Ortsteile de Kirchheim, outre le centre principal, également appelé Kirchheim, sont Allendorf, Frielingen, Gersdorf, Gershausen, Goßmannsrode, Heddersdorf, Kemmerode, Reckerode, Reimboldshausen, Rotterterode et Willingshain.

### Climat
La température moyenne annuelle de l'air est de 7,4 °C et les précipitations moyennes sont de 637 mm. En moyenne annuelle, Kirchheim compte 21,7 "jours d'été" (où la température maximale quotidienne atteint 25 °C ou plus) et 107,2 "jours de gel" (où la température descend en dessous de 0 °C). La durée moyenne annuelle d'ensoleillement est de 1 410 heures.
Source : 1200 Jahre Kirchheim, voir le paragraphe "Pour en savoir plus"

## Histoire

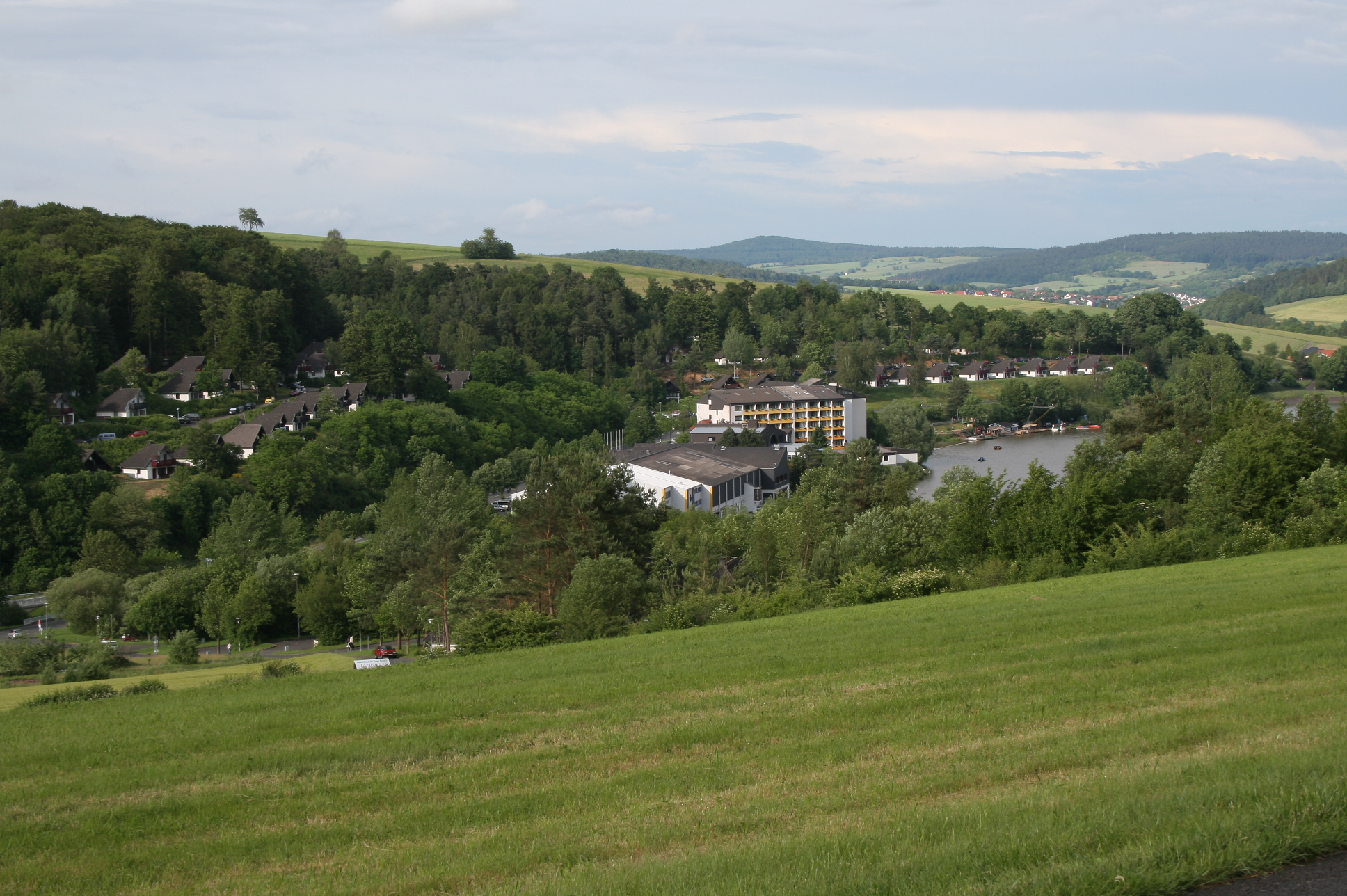
Vue du "Seepark Kirchheim"

Vers 810, Kirchheim est mentionné pour la première fois dans le Breviarium Sancti Lulli (Résumé de Saint Lull), un répertoire des dîmes tenu par l'abbaye d'Hersfeld, sous le nom de Kyricheim.
Kirchheim a été relié au chemin de fer le 1er mai 1906 avec l'ouverture de la ligne "Knüllwaldbahn" (Bad Hersfeld-Treysa). À partir de 1935, la commune a également été reliée au réseau autoroutier avec la construction de la jonction à trois voies de la A 7 (Flensburg-Füssen) et de la A 4 (Aix-la-Chapelle-Görlitz).
En 1974, les travaux de construction du "Seepark Kirchheim" ont commencé entre les centres périphériques de Reimboldshausen et Kemmerode. L'Ibra y a été endiguée pour former un lac de 10 ha. Un an plus tard, la route départementale (Kreisstraße (de) 34 reliant Willingshain à Raboldshausen (commune de Neuenstein) en passant par l'Eisenberg a été construite. Une fois cette liaison établie, un hôtel de montagne, un village de vacances ("Feriendorf am Eisenberg") et une tour de transmission ont été construits la même année.
Le 22 août 1977, le barrage du "Seepark Kirchheim" se rompt et emporte les voies ferrées près de Kirchheim. C'est la raison pour laquelle la Deutsche Bundesbahn a abandonné la ligne.

### Remembrement
Dans le cadre de la réforme communale, les villages d'Allendorf, Frielingen, Gershausen, Goßmannsrode, Kemmerode et Reimboldshausen ont fusionné avec Kirchheim à partir du 1er février 1971. Rotterterode a suivi avec effet au 31 décembre 1971. Les quatre autres villages ont été fusionnés par la loi du 1er août 1972.

### Population
|      | Allendorf * | Frielingen ** | Gersdorf | Gershausen | Goßmannsrode *** | Heddersdorf | Kemmerode | Kirchheim | Reckerode **** | Reimboldsh. | Rotterterode | Willingshain | Totaux (après remembrement) |
|      | Ménages     |               |          |            |                  |             |           |           |                |             |              |              |                             |
| 1610 | -           | -             | 29       | 23         | -                | 19          | 14        | 75        | 35             | 5           | 6            | 33           | -                           |
| 1747 | 18          | 38            | 39       | 19         | 26               | 19          | 15        | 81        | 25             | 6           | 12           | 52           | -                           |
|      | Habitants   |               |          |            |                  |             |           |           |                |             |              |              |                             |
| 1834 | 150         | 391           | 211      | 166        | 165              | 192         | 105       | 734       | 217            | 92          | 132          | 329          | -                           |
| 1840 | 154         | 413           | 234      | 164        | 182              | 168         | 92        | 733       | 113            | 93          | 134          | 361          | -                           |
| 1846 | 173         | 430           | 214      | 192        | 194              | 170         | 93        | 730       | 245            | 101         | 157          | 358          | -                           |
| 1852 | 186         | 390           | 204      | 192        | 200              | 172         | 100       | 759       | 229            | 95          | 171          | 353          | -                           |
| 1858 | 186         | 345           | 174      | 184        | 178              | 165         | 91        | 694       | 267            | 90          | 149          | 335          | -                           |
| 1864 | 179         | 356           | 179      | 190        | 167              | 157         | 106       | 686       | 246            | 106         | 145          | 247          | -                           |
| 1871 | 166         | 344           | 188      | 182        | 152              | 151         | 89        | 616       | 219            | 78          | 140          | 273          | -                           |
| 1875 | 164         | 327           | 186      | 177        | 137              | 139         | 81        | 582       | 219            | 67          | 144          | 268          | -                           |
| 1885 | 175         | 296           | 165      | 163        | 140              | 141         | 89        | 547       | 220            | 79          | 132          | 259          | -                           |
| 1895 | 178         | 299           | 181      | 169        | 144              | 150         | 77        | 548       | 223            | 65          | 123          | 242          | -                           |
| 1905 | 170         | 333           | 208      | 197        | 146              | 188         | 79        | 549       | 222            | 70          | 117          | 249          | -                           |
| 1910 | 152         | 333           | 194      | 187        | 137              | 197         | 82        | 569       | 222            | 73          | 120          | 268          | -                           |
| 1925 | 188         | 365           | 194      | 190        | 138              | 192         | 101       | 604       | 232            | 70          | 114          | 273          | -                           |
| 1939 | 163         | 348           | 195      | 184        | 146              | 205         | 74        | 705       | 204            | 80          | 99           | 249          | -                           |
| 1946 | 244         | 530           | 351      | 288        | 185              | 294         | 136       | 1091      | 309            | 120         | 120          | 376          | -                           |
| 1950 | 252         | 533           | 304      | 287        | 196              | 292         | 133       | 1126      | 338            | 115         | 144          | 353          | -                           |
| 1956 | 217         | 448           | 259      | 226        | 173              | 235         | 100       | 1018      | 245            | 87          | 117          | 296          | -                           |
| 1961 | 193         | 389           | 224      | 199        | 164              | 226         | 98        | 1085      | 230            | 66          | 87           | 276          | -                           |
| 1967 | 153         | 383           | 211      | 223        | 137              | 203         | 86        | 1445      | 207            | 71          | 82           | 243          | -                           |
| 1970 | 148         | 416           | 191      | 227        | 144              | 224         | 76        | 1544      | 224            | 75          | 84           | 243          | -                           |
| 1982 | 178         | 419           | 186      | 293        | 156              | 229         | 72        | 1864      | 209            | 104         | 96           | 267          | 4073                        |
| 2004 | 146         | 406           | 161      | 332        | 153              | 217         | 65        | 1920      | 164            | 77          | 81           | 253          | 3975                        |

*Avant la Guerre de Trente Ans, 18 hommes, en 1673 seulement 8
**En 1585, il y avait 50 ménages.
***En 1637, il y avait 14 ménages.
****Avant la guerre de Trente Ans, il y avait 35 ménages. Après la guerre, en 1650 il y avait 9 familles et vers 1745 il y avait 25 familles. Au premier recensement de 1830, la communauté comptait 211 habitants.

## Personnalités liées à la ville
- Theodor Lotz (1746-1792), clarinettiste, compositeur et facteur d'instruments à  vent de la famille des bois et notamment de la clarinette de basset d'Anton Stadler ;
- Wolfgang Nestler (1943-), sculpteur né à Gershausen.

## Pour en savoir plus
- (de) 1200 Jahre Kirchheim, Bad Hersfeld, Gemeindevorstand Kirchheim, 1983.